# Martin Boakye
Martin Boakye (Valdagno, 10 februari 1995) is een Italiaans voetballer met Ghanese afkomst. Hij speelt als aanvaller.

## Carrière
Boakye speelde bij de jeugd van UCD Solesinese maar kwam niet toe aan spelen waardoor hij bij FC Kitzbühel gaat voetballen. Datzelfde jaar tekent hij een contract bij landgenoot VfB Hohenems waar hij maar een seizoen blijft. Hij keert terug naar FC Kitzbühel waar hij aan ruim 60 wedstrijden komt waarin hij 29 keer kon scoren. In 2019 tekent hij een contract bij de Luxemburgse club Jeunesse Esch. 
Hij vertrok in 2020 transfervrij naar de Kroatische club NK Slaven Belupo Koprivnica.